# 米倉英信
米倉 英信（よねくら ひでのぶ、1997年5月1日 - ）は、日本の体操競技選手。

## 人物
福岡県福岡市出身。福岡市立老司中学校→関西高等学校（岡山県）を経て、福岡大学スポーツ科学部→徳洲会体操クラブに在籍。
父が元体操選手だった影響で、自身も5歳から福岡市内のクラブで体操を始める。
中学卒業後は名門校の岡山県関西高等学校へ進学し、高校3年次の2015年度の全国高等学校総合体育大会にて、団体総合2位、種目別跳馬2位という成績を収めた。
2016年に故郷へ戻り福岡大学へ進学。大学3年の2018年、6月の第72回全日本体操競技種目別選手権大会では白井健三らを抑えて跳馬で優勝を果たした。同年8月の第72回全日本学生体操競技選手権大会（インカレ）種目別跳馬でも優勝し、高校時代に2位続きだったことから名付けられた『シルバーマン』を返上した。
2019年2月22日のオーストラリア・メルボルンで開催されたFIG体操ワールドカップメルボルン大会男子跳馬にて自身が編み出した伸身カサマツ2回半ひねりの新技を披露して成功させた。これが国際体操連盟（FIG）からオリジナル技として認定され、『ヨネクラ』と命名されたことが4月15日に発表された。
2021年10月24日の福岡県北九州市で開催された世界体操競技選手権において種目別跳馬銀メダルを獲得した。